# Kosteenbeek
Kosteenbeek (Zweeds – Fins: Kosteenoja) is een beek, die stroomt in de Zweedse  gemeente Pajala. De beek ontvangt haar water van de Noordelijke Airiberg. Ze stroomt naar het zuidoosten rechtstreeks naar de Muonio. Ze is amper twee kilometer lang.
Afwatering: Kosteenbeek → Muonio → Tornerivier → Botnische Golf